# Ewa Szelburg-Zarembina
Ewa Szelburg-Zarembina, właśc. Irena Ewa Szelburg (ur. 10 kwietnia 1899 w Bronowicach, zm. 28 września 1986 w Warszawie) – polska powieściopisarka, poetka, dramaturg, eseistka, najbardziej znana z twórczości dla dzieci i młodzieży. Pierwszy Kanclerz Kapituły Orderu Uśmiechu, funkcję tę pełniła w latach 1968–1976.

## Życiorys

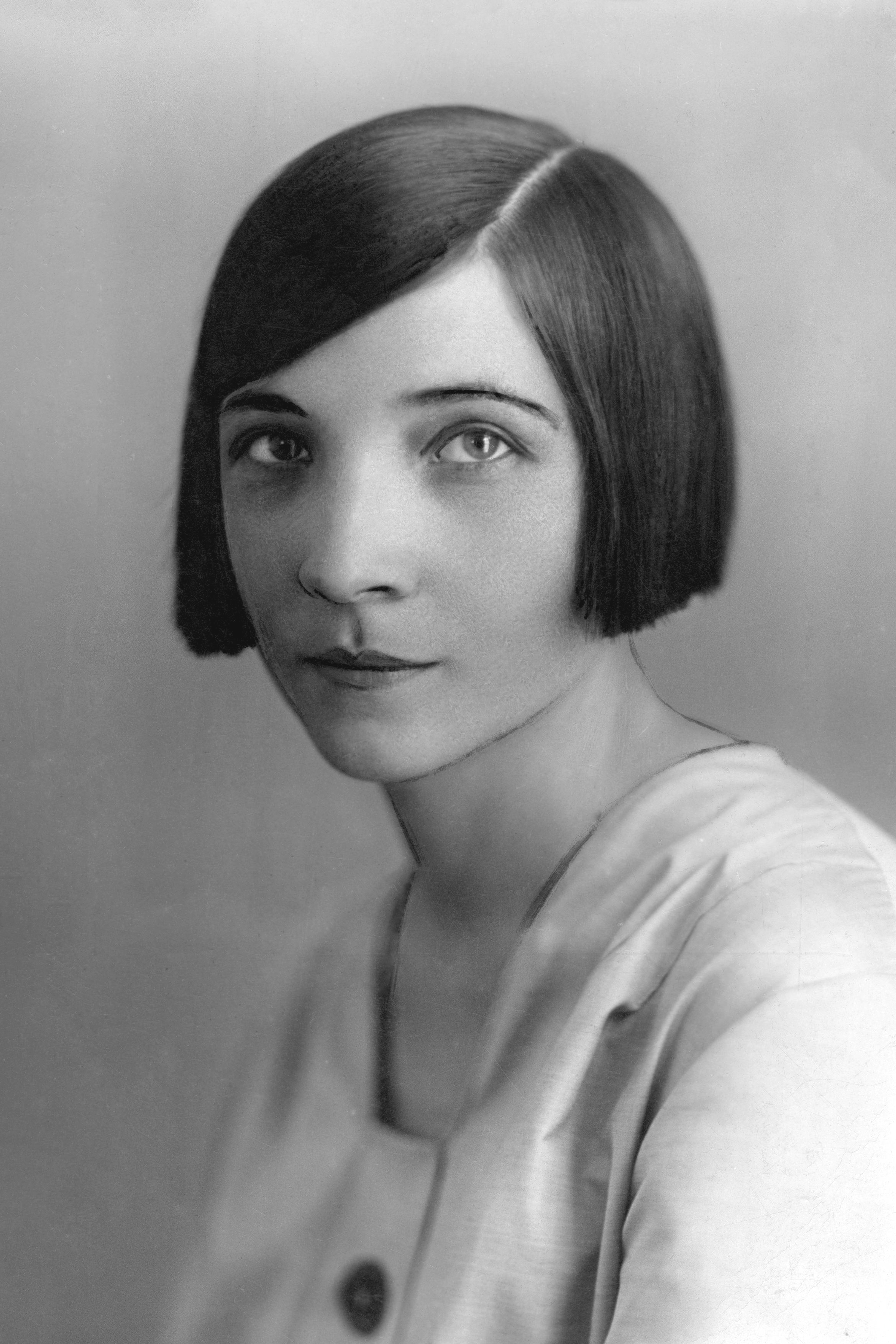
Ewa Szelburg-Zarembina ok. 1925 r.

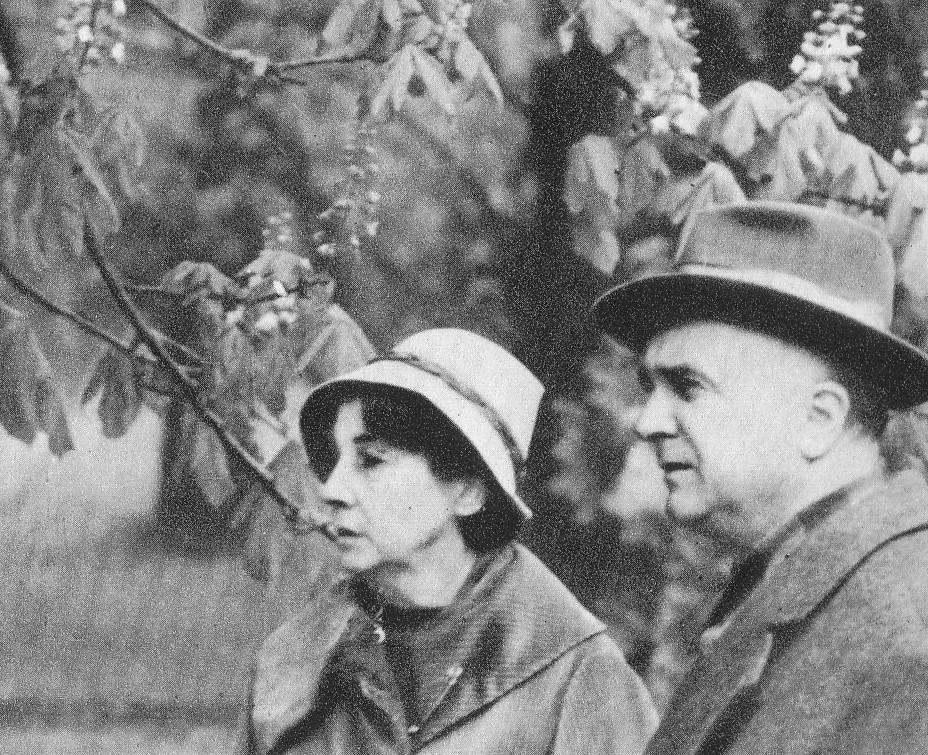
Z mężem Józefem Zarembą w latach 60.

Urodziła się w zubożałej rodzinie szlacheckiej, Antoniego, ogrodnika dworskiego, i Elżbiety z Kałużyńskich, krawcowej. Wkrótce rodzina przeniosła się do Nałęczowa, gdzie Ewa Szelburg uczęszczała do szkoły. W 1916 r. ukończyła gimnazjum Władysława Kunickiego w Lublinie. W 1916 r. założyła III Żeńską Lubelską Drużynę Skautową przy prywatnym gimnazjum Arciszowej w Lublinie. Była członkinią organizacji „Zet”. W tym okresie podjęła również pracę jako nauczycielka w lubelskiej szkole powszechnej. 
W latach 1918–1922 studiowała filologię polską i pedagogikę na UJ w Krakowie. Jej studia przerwała wojna polsko-bolszewicka, w której brała udział jako sanitariuszka. W latach 1921–1928 pracowała jako nauczycielka w seminariach pedagogicznych. Od 1928 mieszkała w Warszawie. W okresie okupacji była działaczką podziemia oświatowego i redaktorką konspiracyjnego miesięcznika „W świetle dnia”.

### Życie prywatne

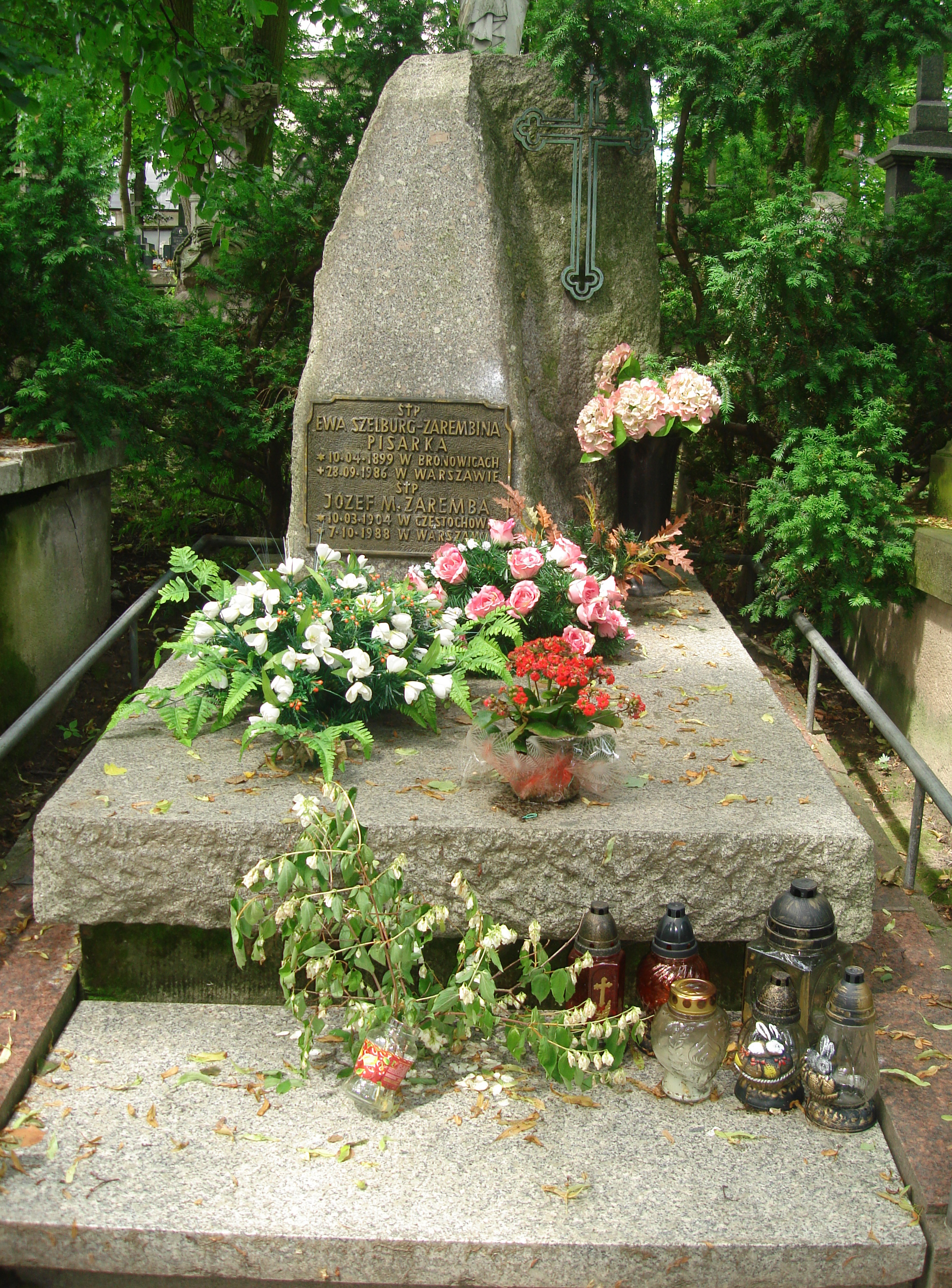
Grób Ewy Szelburg-Zarembiny na cmentarzu parafialnym w Nałęczowie

Dwukrotnie zamężna: w latach 1921–1925 z pedagogiem i pisarzem Jerzym Ostrowskim, oraz w latach 1926–1986 z polonistą i urzędnikiem Józefem Zarembą.

### Działalność społeczno–polityczna
W roku 1949 była członkiem Zarządu Stołecznego Towarzystwa Przyjaźni Polsko-Radzieckiej. W 1964 podpisała list pisarzy polskich, protestujących przeciwko Listowi 34, wyrażając protest przeciwko uprawianej na łamach prasy zachodniej oraz na falach dywersyjnej rozgłośni radiowej Wolnej Europy, zorganizowanej kampanii, oczerniającej Polskę Ludową.
20 kwietnia 1965 zwróciła się do społeczeństwa z apelem uczczenia pamięcią bohaterstwa i męczeństwa młodzieży i dzieci w dziejach Polski. Apel wywołał gromki odzew i ze składek społecznych powstał Pomnik – Centrum Zdrowia Dziecka w Warszawie.
Zmarła w Warszawie, pochowana na cmentarzu parafialnym w Nałęczowie (sektor B1-9-3).

## Twórczość
Debiutowała w 1922 r. na łamach tygodnika „Moje Pisemko” jako autorka utworów dla dzieci. Dla dorosłego czytelnika wydała w 1924 r. Legendy żołnierskie i od tej pory pisała zarówno dla dzieci, jak i dla dorosłych.
Znana przede wszystkim jako autorka książek i wierszy dla dzieci, w swoich pracach często wracała do młodości spędzonej w Nałęczowie i Lublinie. Pisała:

Wracając do Nałęczowa, choćby tylko w myślach, za każdym razem zastanawiać się muszę, czy wszyscy – godni pamięci nałęczowianie zostali uczczeni trwałym wyrazem pamięci, chociażby tylko zwyczajnie tablicami na murach domów, w których przebywali. Wprawdzie stary cmentarz cały jest – jak już pisałam – jakby jedną tablicą godną szacunku i głębszego jej poznania. Chciałabym bardzo, aby moja twórczość jako nałęczowianki i lublinianki, dziecka ziemi lubelskiej, ziemi, która była kolebką mowy polskiej, i która wydała tylu polskich twórców, mogła być nie tylko literaturą, ale świadectwem pracy społecznej, tak bardzo przenikającej całe moje życie.

### Publikacje
- 1922: A było to tak
- 1922: Przedziwne przygody duszka Dzińdzinnika
- 1924: Legendy żołnierskie
- 1925: A…a…a… Kotki dwa
- 1928: Wesołe historie
- 1928: Za siedmioma górami
- 1928: Najmilsi
- 1929: Rzemieślniczek-Wędrowniczek
- 1930: Jasełka
- 1932: Ecce homo
- 1935: Dzieci miasta
- 1945: Dom wielki jak świat
- 1946: Zuch: powieść dla dzieci
- 1947: Niedziela
- 1947: Ziarno gorczyczne
- 1947: Chusta świętej Weroniki
- 1947: Wesoła praca
- 1947: Każdy Tomek ma swój domek
- 1948: Młodość
- 1948: Polne grusze
- 1949: Rycerze Tatr
- 1949: Jedzie traktor
- 1950: Marcjanna Fornalska
- 1951: Dom młodości
- 1951: Spotkania
- 1954: Przedziwna historia Don Kichota z Manczy i jego autora
- 1954: O warszawskiej syrenie
- 1954: Kije samobije i inne baśnie
- 1954: Przygoda Misia
- 1954: W cieniu kolumny
- 1955: Krzyże z papieru
- 1955: Na listeczku kalinowym
- 1957: Tomek zuch
- 1958: Chłopiec z perły urodzony
- 1958: Dzieci z Wysp Koralowych
- 1959: Królestwo bajki
- 1961: Matka i syn
- 1961: Samotność
- 1961: Zakochany w miłości
- 1962: Dziwne przygody Ignasia[10]
- 1963: Marcowy deszcz
- 1964: Imię jej Klara
- 1966: Opowiem wam…
- 1966: Pożegnanie ogrodu
- 1966: Idzie niebo ciemną nocą
- 1970: Pięknie być człowiekiem
- 1971: Przez różową szybkę
- 1971: I otwarły się drzwi… O bracie Eliaszu medytacje
- 1974: Bardzo dziwne opowieści
- 1975: Królestwo bajki
- 1979: Lech, Czech i Rus

- Cykl Rzeka kłamstwa:
  - 1935: Wędrówka Joanny
  - 1936: Ludzie z wosku
  - 1959: Miasteczko aniołów
  - 1963: Iskry na wiatr
  - 1968: Gaudeamus

### Twórczość w piosenkach
- 1998: Grzegorz Turnau, Księżyc w misce – tekst utworu Szedł czarodziej
- 1979: Anna Jantar, Zamiast słuchać bajek – program TV przygotowany z okazji Międzynarodowego Roku Dziecka. Zdjęcia kręcono w wałbrzyskiej Palmiarni. Muzykę do piosenek napisał Antoni Kopff. Piosenki: Buciczkowa wróżka, Jak słonko szło spać, Złoty jeż, Zamiast słuchać bajek, Szklana góra. Ostatni program TV Anny Jantar.

### Adaptacje
- Rzeka kłamstwa – serial telewizyjny (1989)

## Ordery i odznaczenia
- Order Sztandaru Pracy I klasy (1970)
- Order Sztandaru Pracy II klasy (22 lipca 1949)[11]
- Krzyż Komandorski Orderu Odrodzenia Polski (1960)[12]
- Złoty Krzyż Zasługi (11 listopada 1936)[13][4]
- Medal Niepodległości (13 kwietnia 1931)[14][15]
- Złoty Wawrzyn Akademicki (4 listopada 1937)[16][17]
- Medal 10-lecia Polski Ludowej (19 stycznia 1955)[18]
- Order Uśmiechu (1970)

## Nagrody
- Nagroda Miasta Stołecznego Warszawy (1948)
- Nagroda Prezesa Rady Ministrów za całokształt twórczości dla dzieci i młodzieży (1953)
- Nagroda im. Pietrzaka (1961)
- Nagroda Ministra Kultury i Sztuki za całokształt twórczości (1966)
- Nagroda państwowa I stopnia (1966)

## Upamiętnienie
Jest patronką szkół podstawowych w Skidziniu, nr 312 w Warszawie, w Drzewcach, w Niezabitowie, a także publicznego przedszkola w Górze Puławskiej, publicznego przedszkola w Skępem, przedszkola nr 118 w Poznaniu, Przedszkola Publicznego nr 9 w Radomiu, Szkoły Podstawowej w Płośnicy i od 2009 roku – Specjalnego Ośrodka Szkolno-Wychowawczego w Karczmiskach. Jej imię nosi również Dom Dziecka w Lublinie. W Kołobrzegu jedna z ulic nosi nazwę Szelburg-Zarembiny.
We wrześniu 1996, w 10 rocznicę śmierci pisarki, na placu przed Nałęczowskim Ośrodkiem Kultury umieszczono kamień z tablicą pamiątkową ufundowaną przez Towarzystwo Przyjaciół Nałęczowa.
Od 1988 r. imię Ewy Szelburg-Zarembiny nosi ulica w Łodzi na osiedlu Andrzejów.